# スターアジア不動産投資法人
スターアジア不動産投資法人（スターアジアふどうさんとうしほうじん）は、東京都港区に本部を置く投資法人。東証上場のJ-REIT。

## 概要
スターアジアがスポンサーの総合型J-REITであり、資産運用会社は「スターアジア投資顧問株式会社」である。また、日本管財及び東京キャピタルマネジメントがサブ・スポンサーである。
オフィス、商業施設、住宅、物流施設、ホテルといった不動産の他に、不動産に対するメザニンローン債権に対しても投資をしているのが特徴である。
2020年（令和2年）8月にはさくら総合リート投資法人を吸収合併したが、これはJ-REIT初の敵対的買収であった。

## 沿革
- 2015年（平成27年）12月1日 - 本投資法人の設立
- 2015年（平成27年）12月21日 - 内閣総理大臣による投信法第187条に基づく本投資法人の登録の実施（登録番号　関東財務局長　第110号）
- 2016年（平成28年）4月20日 - 東京証券取引所に上場
- 2020年（令和2年）8月1日 -さくら総合リート投資法人を吸収合併

## ポートフォリオ
2023年4月末現在で、取得価格合計約1,941億円、取得物件数62物件である。 
主な保有物件
- あべのnini（商業施設部分の一部及びホテル部分[5]） - 大阪市阿倍野区
- 成信ビル - 東京都新宿区
- 船橋ロジスティクス - 千葉県船橋市
- 東神戸センタービル - 兵庫県神戸市東灘区
- 岩槻ロジスティクス - 埼玉県さいたま市岩槻区
- シュロアモール筑紫野 - 福岡県筑紫野市
- アサヒビルヂング - 神奈川県横浜市神奈川区
- アーバンパーク代官山 - 東京都渋谷区
- 本町橋タワー - 大阪府大阪市中央区

売却済み物件
- オーク南麻布 - 東京都港区。2016年1月14日に取得、2017年に3月31日と8月1日に分けて関電不動産開発に譲渡[6][7][8]。関電不動産開発は分譲マンションに再開発する見込み[9]。

## 投資法人の現況(2021年7月31日現在)

### 出資の状況
- 発行可能投資口総口数・・・10,000,000口
- 発行済投資口総口数・・・・1,674,389口
- 出資総額・・・・・・・・・52,745百万円
- 投資主数・・・・・・・・・27,282名

### 投資口に関する事項
| 174,680 |

| 10.4 |

| 117,380 |

| 7.0 |

| 76,638 |

| 4.6 |

| 65,419 |

| 3.9 |

| 59,598 |

| 3.6 |

| 48,390 |

| 2.9 |

| 48,390 |

| 2.9 |

| 48,390 |

| 2.9 |

| 48,390 |

| 2.9 |

| 41,933 |

| 2.5 |